# Elisabeth av Sachsen-Altenburg (1865–1927)
Elisabeth av Sachsen-Altenburg (Elisabeth Auguste Marie Agnes), i Ryssland kallad Jelisaveta Mavrikievna, född 25 januari 1865 i Meiningen, död 24 mars 1927 i Leipzig, var en rysk storfurstinna; gift 1884 med sin kusin storfurst Konstantin Konstantinovitj av Ryssland. 

## Biografi
Elisabeth var dotter till prins Moritz av Sachsen-Altenburg (1829–1907) och Augusta av Sachsen-Meiningen (1843–1919). Hon mötte sin nästkusin 
Konstantin Konstantinovitj år 1882, och det talades genast om ett potentiellt giftermål. Elisabeth förklarade sig villig att gifta sig med Konstantin, som var för blyg för att skriva till henne men gjorde klart att han inte hade något emot giftermål genom de kärleksdikter han började skriva om henne. 
År 1884 anlände hon till Ryssland och bröllopet eklaterades. Elisabeth förklarade att hon ville behålla sin lutherska tro och vägrade konvertera till den ortodoxa tron som annars var det vanliga för brudar till ryska prinsar, även om det i hennes fall var valfritt eftersom hennes make stod långt från tronföljden. Det gjorde den religiösa Konstantin besviken, men hon försäkrade honom att hon inte skulle låta deras skilda religioner stå mellan dem. Även om hon inte konverterade, följde hon dock andra ingifta brudars exempel genom att byta namn till Jelisaveta Mavrikievna, och kallades "Mavra" i Ryssland. Vigseln ägde rum 27 april 1884 i Sankt Petersburg. 
Äktenskapet beskrivs som relativt lyckligt och paret fick nio barn, men makarna var olika: Elisabeth intresserade sig mest för vardagliga angelägenhete roch skvaller, medan Konstantin var drömmande och religiös, bisexuell eller homosexuell och hade manliga sexualpartners i hemlighet utanför äktenskapet. Paret bosatte sig i Marmorpalatset och Elisabeth blev en populär figur i societeten i Sankt Petersburg, och kom väl överens med tsar Nikolaj II och hans familj. Under första världskriget avled hennes son Oleg i Litauen 1914, dit hon reste till hans dödsbädd; även hennes svärson avled i kriget, och hennes make avled 1915. 
Vid ryska revolutionens utbrott 1917 levde hon tillsammans med sina yngsta barn, Georg och Vera, och sin son Ioanns två barn i Pavlovsk. I juli 1918 dödades hennes tre söner Ioann, Konstantin och Igor i Apalajevsk. 
Elisabet, Georg, Vera och Elisabets två barnbarn fick hösten 1918 bolsjevikernas tillstånd att emigrera till Sverige på inbjudan av den Sveriges drottning Viktoria av Baden. De reste med båten Ångermanland via Tallinn, Helsinki och Mariehamn till Stockholm, där de välkomnades på kungliga slottet. De levde i Sverige i två år, först i Stockholm och sedan Saltsjöbaden. År 1920 lämnade de Sverige av ekonomiska skäl och på inbjudan av Albert I av Belgien. De bosatte sig slutligen i Altenburg i Tyskland. 
Elisabeth avled i cancer 24 mars 1927 i Leipzig.

## Barn
- Ivan (Ioann) Konstantinovitj (1886–1918), skjuten av bolsjevikerna 1918, gift med Elena av Serbien (1884–1962)
- Gabriel Konstantinovitj (1887–1955)
- Tatiana Konstantinova (1890–1979)
- Konstantin Konstantinovitj (1891–1918), skjuten av bolsjevikerna vid Alapajevsk 1918.
- Oleg Konstantinovitj (1892–1914) omkom vid fältslag under 1:a världskriget.
- Igor Konstantinovitj (1894–1918), skjuten av bolsjevikerna vid Alapajevsk.
- Georg Konstantinovitj (1903–1938)
- Natalia Konstantinova (f. och d. 1905)
- Vera Konstantinova (1906-2001)